# Харви, Джейсон
Дже́йсон Ро́берт Ха́рви (англ. Jason Robert Hervey; 6 апреля 1972, Лос-Анджелес) — американский актёр, телевизионный продюсер, писатель и актёр озвучивания.
Наиболее известен по роли в телесериале «Чудесные годы» и «Назад в будущее». Как актёр озвучивания работал над телесериалом «100 подвигов Эдди Макдауда».

## Ранние годы
Родился в Лос-Анджелесе, в семье агента по поиску талантов Марши и ритейлера Алана Харви. В начале кинокарьеры сыграл эпизодические роли в фильмах «Назад в будущее», «Большое приключение Пи-Ви», «Фрикадельки 2», «Полицейская академия 2: Их первое задание»; в последнем сезоне сериала «Различные ходы» (1978—1986) сыграл роль Чарли. Получил большую известность благодаря роли Уэйна Арнольда в телесериале «Чудесные годы», за свою роль занял 71-ю позицию в списке «100 Greatest Kid Stars» по версии канала VH1.
После успеха в телесериале, как гость получил приглашение в мультсериал «Лига справедливости». В эпизоде «Hawk and Dove» он озвучил младшего брата в паре героев Орёл и Голубь. В двух сезона телесериала «100 подвигов Эдди Макдауда» озвучил главного героя (Эдди Макдауда). В 1993 году озвучил короля троллей в игре «Return to Zork».
Работал продюсером видеороликов и клипов на спортивную тематику (в частности для World Championship Wrestling). В начале 2000-х годов участвовал в ностальгических телевизионных шоу «Я люблю 80-е», «Мне нравится, что 80-е наносят ответный удар», появлялся камео в реалити-шоу «Хоган знает лучше» и «Хитрость незамужней женщины».

## Фильмография
| Год       |     | Русское название                          | Оригинальное название                    | Роль                  |
| --------- | --- | ----------------------------------------- | ---------------------------------------- | --------------------- |
| 1979      | с   | Охотник Джон                              | Trapper John, M.D.                       | Рики Мерси            |
| 1984      | ф   | По-приятельски                            | The Buddy System                         | помидор               |
| 1984      | ф   | Фрикадельки 2                             | Meatballs Part II                        | Стив                  |
| 1984      | ф   | Франкенвини                               | Frankenweenie                            | Фрэнк Дейл            |
| 1985      | ф   | Полицейская академия 2: Их первое задание | Police Academy 2: Their First Assignment | Брат                  |
| 1985      | ф   | Назад в будущее                           | Back to the Future                       | Милтон Бэйнс          |
| 1985      | ф   | Большое приключение Пи-Ви                 | Pee-wee’s Big Adventure                  | Кевин Мортон          |
| 1986      | ф   | Снова в школу                             | Back to School                           | молодой Торнтон Мелон |
| 1987      | ф   | Взвод монстров                            | The Monster Squad                        | E.J.                  |
| 1988—1993 | с   | Чудесные годы                             | The Wonder Years                         | Уэйн Арнольд          |
| 1997      | ф   | Без тормозов                              | Trading Favors                           | Энди                  |
| 1999      | тф  | Первая дочь                               | First Daughter                           | продюсер              |
| 2001—2002 | с   | 100 подвигов Эдди Макдауда                | 100 Deeds for Eddie McDowd               | Эдди Макдаун          |
| 2004      | мс  | Лига справедливости                       | Justice League Unlimited                 | Дон Холл              |
| 2008      | кор | Влюблённые дворецкие                      | The Butler’s in Love                     | продюсер              |